# Roma Ryan
Roma Shane Ryan (født 20. januar 1954 i Belfast) er en irsk forfatter, digter og tekstfofatter, der bor i Killiney, Irland, med sin mand Nicky Ryan. Ryan er primært kendt som tekstforfatter for musikeren Enya, der har udtalt Ryans bidrag har været så vigtige, at uden hende ville Enya ikke eksistere.
Hun har også skabt sproget loxian til Enyas album Amarantine (2005).
Hendes tekster kan høres i film som The Frog Prince (1984), Green Card (1990), L.A. Story (1991), Toys (1992), Cry, the Beloved Country (1995) og Calmi Cuori Appassionati (2001), som alle indeholder Enyas musik. Ryans tekster til Enyas sange har vundet en Grammy Award for sangen "May It Be" der blev skrevet til Ringenes Herre-filmen The Fellowship of the Ring der blev nomineret til en Oscar.

## Privatliv
Ryan og hendes mand, Nicky Ryan, har to døtre. Hun har bidraget med udseende og layout på albummet Amarantine.

## Diskografi
- 1985 — The Frog Prince: The Original Soundtrack Recording — Enya og andre kunstnere
- 1987 — Enya — Enya
- 1988 — Watermark — Enya
- 1991 — Shepherd Moons — Enya
- 1995 — The Memory of Trees — Enya
- 1997 — Paint the Sky with Stars — Enya
- 2000 — A Day Without Rain — Enya
- 2001 — The Lord of the Rings: The Fellowship of the Ring [Original Motion Picture Soundtrack]
- 2005 — Amarantine — Enya
- 2006 — Sounds of the Season: The Enya Holiday Collection — Enya
- 2008 — And Winter Came... — Enya
- 2009 — The Very Best of Enya — Enya
- 2015 — Dark Sky Island — Enya